# 洗濯機は俺にまかせろ
『洗濯機は俺にまかせろ』(せんたくきはおれにまかせろ)は、1999年公開の日本映画。監督は、篠原哲雄。1997年第6回小説現代新人賞を受賞した宮崎和雄による同名小説の映画化作品。
主演は、筒井道隆と富田靖子。内容は中古家電屋で住み込みで働く青年と、その家電屋の娘が出戻りをきっかけに同居を始め、1ヶ月間後のとある1週間を描いている。主人公2人の恋愛話を軸にしながら、中古家電屋に訪れる客とのやり取り、主人公の青年の友人の日常も描かれている。

## あらすじ
東京葛飾区の商店街の小さな中古家電屋の支店(以下、支店)で住み込みで働く青年・木崎敏郎が店内で作業中、雨に濡れた女性が入ってくる。彼女の名は片桐節子で本店の社長の娘、別の街でラジオパーソナリティをしながら夫婦生活をしていたが離婚して仕事も辞めて出戻ったのだった。肩身が狭い節子は両親が暮らす本店ではなく敏郎がいる支店で暮らし始め、同居人として親しくなり1ヶ月が過ぎる。
月曜日、節子はパーソナリティの仕事の誘いの電話を待っていたがあてが外れ、敏郎は野球好きな社長から「見逃し三振の人生だけは送るなよ」と助言をもらう。火曜日、敏郎の仕事に付き添った節子は、その帰り1人で競艇に行くと、好意を寄せていた支店の元従業員・大紙泰司と数年ぶりに再会する。水曜日、敏郎が洗濯機を修理していた所、節子から「明日の午前中“デート”してほしい」と冗談とも本気ともつかない頼みをされるが承諾する。
木曜日、節子が敏郎との待ち合わせ場所にいた所、偶然大紙が車で現れ「送るから乗っていけよ」との誘いを断れず仕方なく母校の小学校まで送ってもらい1人校内で過ごす。一方約束をすっぽかされた敏郎は、待ちぼうけを喰らい夕方商店街を歩いて帰ろうとした所目の前の歩道橋を歩く節子を見つけて2人で飲みに出かける。ほろ酔い気分で帰宅した敏郎は、以前修理したテレビ画面の光を使って色とりどりのネオンのように見せて節子といい雰囲気になる。敏郎と節子は自然な流れで口づけを交して体の関係になりかけるが、すんでのところで彼女に「やっぱりまだできない」と断られてしまう。
金曜日の夕方、節子は片想いを終わらせるために大紙と食事に行くと帰り道に彼への思いを吹っ切る最後キスをするが、運悪くそこへ現れた敏郎と目が合ってしまう。支店に戻った節子は「大紙に片思いしていたがもう終わったこと」と伝えるが、納得しない敏郎から「今日は本店に帰って下さい」と告げられその場を後にする。その後敏郎は土曜日に洗濯機の買取りで訪れた家の老婆の思い出話を聞いたり、日曜日に支店でセールをやるなど仕事に没頭する日々を過ごす。その後仕事の用で本店に訪れた敏郎は、社長に節子の様子を尋ねると、信州のラジオ局で仕事が決まり今朝旅立ったことを知らされる。

## キャスト
木崎敏郎
演 - 筒井道隆
片桐電機店の支店で1人で働く青年。あだ名は、“きざちゃん”。普段は標準語だが、大阪出身で時々関西弁を話す。得意なことは洗濯機の修理や目利きと、イラストを描くことでポップに生かされている。真面目で正直な性格だが、優柔不断でお人好しな所があり押しに弱い。上京した頃に節子のラジオ番組をよく聞いており“コミックショー”の名前でFAXを投稿したこともある。社長がキャプテンをする草野球ではピッチャーを任されている。
片桐節子
演 - 富田靖子
敏郎より数歳年上。敏郎が働く電機店の社長の娘で冒頭で離婚して出戻ってくる。以前は関東地方にある夫が働くFM局でラジオパーソナリティをやっていたが現在は求職中。意地っ張りな性格で普段からつい相手をからかうような話し方をしてしまい、周りの人に素直になれずにあまり本音を話せない。とにかく暇を持て余しており、普段は店の奥でダラダラ過ごしたり街をぶらぶらするなどしている。好きなものは、牛乳と競艇を見に行くこと。離婚後、片想いしていた大紙と再会して懐かしく接するが、敏郎に惹かれ始め気持ちが揺れ動く。
大紙泰司（おおがみ）
演 - 小林薫
10年前まで片桐電機店で働いていた元従業員。当時は洗濯機修理のプロで敏郎から「この人の技術や知識には敵わない」と評されている。現在はタクシー運転手をしているが仕事をほっぽり出して競艇場に行ったり昼間から酒を飲んでその日の仕事を辞めにしている。いいかげんでだらしない性格で前述の通り仕事も不真面目で、よく人から金を借りている。節子の競艇好きは、若い頃の彼女に自身がやり方を教えたため。

### 敏郎と節子が関わる主な人たち
小暮秀子
演 - 百瀬綾乃
パン屋でバイトする若い女性で敏郎とは顔見知り。敏郎がちょっと気になっている相手で、自身も彼に気があるような素振りを見せている。ある日帰宅しようとした所自転車のライトが点かなくなり敏郎に直してもらい親しくなる。また、故障した洗濯機の修理を敏郎に依頼するが、優柔不断な彼に振り回される。
吉田雅之
演 - 田鍋謙一郎
敏郎の昔からの友達。何年か前に敏郎と一緒に大阪から上京してきた。飽きっぽい性格で仕事が長続きせずこれまでにいくつか転々と仕事を変えている。タイ料理屋、イタリア料理屋で働いた経験がありそれなりに料理が得意。冒頭で失業中だったがその後ビデオ屋に転職し、客の自宅に商品を配達する仕事を始める。27歳で素人童貞。
片桐喬
演 - 橋本功
節子の父。片桐電機店の社長で本店と支店の2つの店を経営しており、普段は支店から車で数分の場所にある本店で働いている。人当たりが良く親しみやすい性格。長嶋一茂のファンの元高校球児で、草野球チーム『エレキテル』のキャプテンだが野球はあまり上手くない。
片桐千栄子
演 - 入江若葉
節子の母。喬の妻。夫婦で本店兼自宅で暮らしている。離婚して求職中の節子の今後の生活を心配している。節子に関してのんびり構えている喬とは違い、心配するあまり少々おせっかいな態度を取っており、敏郎にも節子との結婚を勧める。
スナックのママ
演 - 根岸季衣
敏郎たち本作のメインキャラたちが訪れるスナックのママ。大紙のことを“紙ちゃん”と呼んでいる。12年前に節子と大紙が来店した時の思い出話を彼女として懐かしむ。

### 敏郎が関わる客たち
色っぽい客
演 - 石川素子
テレビの音声が故障し片桐電機に買いに来る。脚の露出度の高く派手めな色使いの服を着ており、敏郎に色仕掛けで迫り値切ろうとする。
サックスの青年
演 - 染谷俊
スタジオを借りる金がなく夜間に木根川橋の路上でサックスの練習をしている。金欠なため数千円の激安洗濯機を買いに来る。
離婚しそうな夫婦（鶴見辰吾）・（平沢草）
敏郎が家電の買取に夫婦の自宅に訪れる。夫婦が結婚前に言っていた「技術職だから夜の店での接待はない」「料理は得意」などの言葉が嘘ばかりで、敏郎の前で本音をぶつけ合う。
ビデオを買う若社長
演 - 山崎一
ビデオデッキを買いに支店に訪れる客。中古家電販売の仕事をする敏郎に面と向かって見下す発言をしたり、知ったかぶりをする。
カップル
演 - 男（清田正浩）、女（足立薫）
大安売りの日に支店に訪れるカップル客。洗濯機についていた傷から、以前自分たちがゴミとして出した洗濯機ではないかと疑う。
おばあちゃん
演 - 菅井きん
一軒家で一人暮らししている。かなり古いタイプの洗濯機を持っており、買取に来た敏郎に今後の生活について話を聞いてもらう。夫は既に亡くなっており、アメリカに50歳になる息子が暮らしている。

### その他の人たち
スナックの恵子
演 - 梶原阿貴
ママの店で働くボーイッシュな女性。接客をしながらママと共に常連客たちの話に耳を傾ける。
チンピラ
演 - 山田幸伸
大紙が金を借りている相手。大紙を公園に呼び出し金を取り立てようとする。
裏ビデオの客
演 - 長江英和
裏ビデオを複数購入する。自宅にビデオを配達に来た雅之と2人で視聴する。
ビデオの夫（山崎大輔）、妻（しみず霧子）
雅之のビデオの客で50代ぐらいの熟年夫婦。雅之が持ってきた裏ビデオを見ながら自身たちも興奮して、彼の目の前で行為に及ぼうとする。
警官
演 - 佐藤恒治
住宅街にいた所、ビデオを盗まれた雅之から頼まれて、犯人を捕まえるために自転車で追いかける。
パン屋のおばさん
演 - 山梨ハナ
秀子のバイト先であるパン屋で働く。店は、片桐電機店の真向かいにある。
花屋
演 - 南みか
加藤嘉介
演 - 桂茶がま
加藤笑美子
演 - 中村敦子
草野球のメンバー
演 - 飯島大介

## スタッフ
- 監督 - 篠原哲雄
- プロデューサー - 笹岡幸三郎、細川慶人
- 原作 - 宮崎和雄「洗濯機は俺にまかせろ」
- 脚本 - 松岡周作
- 撮影 - 上野彰吾
- 音楽 - 村山達哉
- 主題歌 - 染谷俊「ポーカーフェイス」(エピック・レコード)
- 美術 - 金勝浩一
- 編集 - 冨田伸子
- スチール - 桑野光
- 助監督 - 大崎章
- 照明 - 矢部一男
- 制作担当 - 土本貴生